# Keisuke Ota
Keisuke Ota (太田 恵介 Ōta Keisuke?, nacido el 24 de abril de 1979 en Shizuoka, Shizuoka) es un exfutbolista japonés. Jugaba de delantero y su último club fue el V-Varen Nagasaki de Japón.

## Trayectoria

### Clubes
| Club              | País           | Año         |
| ----------------- | -------------- | ----------- |
| Avispa Fukuoka    | Japón          | 2002 - 2005 |
| Thespa Kusatsu    | Japón          | 2006        |
| Minnesota Thunder | Estados Unidos | 2007        |
| V-Varen Nagasaki  | Japón          | 2008        |